# 萨维里奥·康斯坦佐
萨维里奧·康斯坦佐（Saverio Costanzo，1975年9月28日—）是一位意大利电影导演。 
他生于罗马，其父亲是记者和电视主持人Maurizio Costanzo。2004年推出电影处女作 Private 。2007年执导的第二部作品 In memoria di me 参加第57届柏林影展。2010年的 The Solitude of Prime Numbers 角逐第67届威尼斯电影节金狮奖。2013年执导了电视剧集 In Treatment。
2014年导演的英语电影《饥饿的心》成为第71届威尼斯影展主竞赛片，并为男女主演赢得最佳男演员和最佳女演员奖。